# Жёлтая линия (Вашингтонский метрополитен)
Жёлтая линия (англ. Yellow Line (WMATA)) — линия Вашингтонского метрополитена, расположенная на территории округов Фэрфакс и Арлингтон штата Виргиния, свободного города Александрия (Виргиния), Вашингтона, округа Принс-Джорджес в штате Мэриленд. Это исторически четвертая линия системы Вашингтонского метрополитена. Представлена 17 станциями. Линия содержит наземные, надземные (на эстакаде) и подземные участки как глубокого, так и мелкого заложения.
Линию обслуживают 30 поездов (9 восьмивагонных составов и 21 шестивагонный) с общим количеством вагонов 198. Все поезда выходят на линию только в часы пик.

## История
Жёлтая линия исторически стала четвёртой в системе Вашингтонского метрополитена после Красной, Синей и Оранжевой.
Проектирование метро началось в 1955 году с проведения исследования общественного транспорта, целью которого было спрогнозировать, смогут ли транспортные артерии удовлетворить перевозки в 1980 году. В 1959 году финальный аналитический отчет включал две ожидаемые линии метро в деловой части (даунтауне) Вашингтона. План улучшения транспортной инфраструктуры предусматривал строительство автострады, что привело к лоббированию законодательного запрета встревоженными жителями до 1 июля 1962 года. Отчет 1962 года Национального столичного транспортного агентства Транспортирование в национальном столичном регионе включал большую часть существующей Оранжевой линии с маршрутом в Виргинии вдоль межштатного шоссе №66 через Арлингтон. В связи с созданием Транспортного управления вашингтонской агломерации, в октябре 1966 года планирование системы перешло от федерального органу к региональному. На 1 марта 1968 года план развития метро предусматривал строительство в зоне пригородов в округах Фэрфакс и Принс-Джорджес. Строительство участков Оранжевой и Синей линий в даунтауне Вашингтона началось одновременно с Красной линией.

## Станции
Станции расположены с запада на восток
| Станция                                                    | Код | Дата открытия    | Другие линии                       | Примечания                                       |
| ---------------------------------------------------------- | --- | ---------------- | ---------------------------------- | ------------------------------------------------ |
| Хантингтон                                                 | С15 | 1983             |                                    |                                                  |
| Эйзенхауэр-авеню                                           | С14 | 1983             |                                    |                                                  |
| Кинг-стрит — Олд-Таун                                      | С13 | 1983             |                                    |                                                  |
| Брэддок-роуд                                               | С12 | 1983             | синяя                              |                                                  |
| Потомак-Ярд                                                | С11 | 2022 (ожидается) | синяя                              |                                                  |
| Вашингтонский национальный аэропорт имени Рональда Рейгана | C10 | 1977             | синяя                              |                                                  |
| Кристал-сити                                               | C10 | 1977             | синяя                              |                                                  |
| Пентагон-сити                                              | С09 | 1977             | синяя                              |                                                  |
| Пентагон                                                   | C08 | 1977             | синяя                              |                                                  |
| Ланфан-плаза                                               | F03 | 1977             | синяя серебряная оранжевая зелёная |                                                  |
| Акайвз                                                     | F02 | 1977             | зелёная                            |                                                  |
| Геллери-Плейс                                              | F01 | 1977             | зелёная красная                    |                                                  |
| Маунт-Вернон-сквер                                         | E01 | 1991             | зелёная                            |                                                  |
| Шоу — Ховард-юниверсити                                    | E02 | 1991             | зелёная                            |                                                  |
| Ю-стрит                                                    | E03 | 1991             | зелёная                            |                                                  |
| Коламбия-Хайтс                                             | E04 | 1999             | зелёная                            |                                                  |
| Джорджия-авеню — Пэтворс                                   | E05 | 1999             | зелёная                            |                                                  |
| Форт-Тоттен                                                | E06 | 1993             | зелёная красная                    | До мая 2019 - конечная станция (кроме часов-пик) |
| Уэст-Хайатсвилл                                            | E07 | 1993             |                                    |                                                  |
| Принс-Джорджес-Плаза                                       | E08 | 1993             |                                    |                                                  |
| Колледж-Парк — Мэрилендский университет                    | E09 | 1993             |                                    |                                                  |
| Гринбелт                                                   | E10 | 1993             |                                    |                                                  |

## Переименования
| Станция                   | Предыдущее название          | Годы      |
| ------------------------- | ---------------------------- | --------- |
| Виргиния-сквер — Джи-Эм-Ю | Виргиния-сквер               | 1979—1985 |
| Баллстон — Эм-Ю           | Баллстон                     | 1979—1995 |
| Дунн-Лоринг               | Дунн-Лоринг — Меррифилд      | 1998—2011 |
| Уэст-Фолс-Чёрч            | Уэст-Фолс-Чёрч/Ви-Ти—Ю-Ви-Эй | 1999—2011 |